# Manaf Tlass
Pour les articles homonymes, voir Tlass.
Manaf Tlass est un ancien général de brigade de la Garde républicaine syrienne et un ancien confident de Bachar el-Assad,,, né en 1964. Il était aussi membre du comité central du parti Baas depuis 2000. Il fait défection en 2012 lors du soulèvement syrien puis s'exile.

## Biographie
Manaf Tlass est né à Rastane en 1964. Il est le fils de l'ancien Ministre de la défense Moustapha Tlass. Sa famille était une famille sunnite riche et célèbre de Syrie, connue pour avoir soutenu le régime dominé par les Alaouites. Il est marié à Tala Kheir Tlass,, qui provient selon certaines sources de la classe moyenne supérieure de Damas, mais qui selon d'autres sources serait d'une famille aristocratique de Damas, la fille d'un intellectuel de Damas, et la petite-fille du marchand nationaliste Adib Kheir.
Manaf Tlass était auparavant un proche ami de Bassel el-Assad, le fils ainé de Hafez el-Assad et héritier présumé du pouvoir jusqu'à sa mort en 1994 dans un accident de voiture. Il est ensuite devenu un proche de Bachar el-Assad, ayant fréquenté l'école militaire avec lui. Après la mort de Hafez el-Assad en 2000, Tlass est devenu le bras droit de Bachar el-Assad. Il était également considéré comme un candidat potentiel pour l'accession au pouvoir dans le futur.
Manaf Tlass a tenté d'aider Bachar el-Assad à augmenter ses appuis en le présentant à des membres de la classe marchande sunnite. Il a également défendu des réformes dès 2005, tout en insistant sur le fait que Assad était le meilleur espoir de réforme. Il aurait aussi tenu selon certains des négociations sans qu'elles n'aboutissent avec l'opposition syrienne pendant la guerre civile depuis 2011.
Manaf Tlass a été promu général une étoile dans la Garde républicaine qui a été une des principales unités utilisées pour réprimer le soulèvement. Il a commandé la 105e brigade de cette garde républicaine, qui était sous les ordres de Bachar el-Assad avant qu'il ne devienne président de la Syrie, et par Bassel el-Assad jusqu'à sa mort en 1994.

## Défection
Manaf Tlass aurait été de plus en plus contrarié par la répression violente des forces de sécurité exercée sur les manifestants. Il a été le premier représentant officiel du gouvernement à rencontrer l'opposition en mars 2011 pour essayer d'ouvrir un dialogue et de trouver une solution politique. Il a également été impliqué dans des efforts de réconciliation dans les environs ruraux de Damas, y compris à Douma, Daraa, Al-Tall, Homs et sa ville natale de Rastane. Ses efforts de réconciliation auraient conduit à son assignation à résidence à partir de mai 2011 jusqu'à sa défection en juillet 2012.
Il y a plusieurs témoignages d'activistes sur le rôle de Manaf Tlass dans le soulèvement. Certains ont prétendu qu'il était assigné à résidence et exempté de son devoir militaire depuis 2011. Rastane est devenue une base pour les déserteurs de l'armée à la même période. Certains activistes ont également affirmé que la famille était sous étroite surveillance depuis un moment à cause de leur sympathie suspectée pour le soulèvement. Rastane aurait été attaquée sans relâche par les forces gouvernementales. Par ailleurs, un grand nombre de Syriens fuyant en Turquie seraient originaires de Rastane.
Manaf Tlass aurait fait défection vers la Turquie au début juillet 2012 avec 23 autres officiers après que les services secrets syriens ont découvert qu'il était un membre de l'opposition. Bashar al Heraki, un membre du Conseil national syrien, affirme que Manaf était l'un des personnages les plus importants du régime et que sa défection est un signe de la perte de pouvoir de Bachar el-Assad. Son cas est signalé comme l'un des premiers cas impliquant un officier de haut rang. Le 6 juillet 2012, le ministre français des Affaires étrangères, Laurent Fabius, a déclaré que Manaf Tlass était en route vers Paris, pour rejoindre sa famille sur place. En septembre 2012, Manaf Tlass déclare avoir été exfiltré de Syrie par les services secrets français et appelle la « communauté internationale » à armer le « peuple syrien ».

## Prises de position
Le 17 juillet 2012, Manaf Tlass signe une déclaration transmise à l'Agence France Presse. Dans cette déclaration, il « souhaite vivement que le sang cesse de couler et que le pays sorte de la crise au travers d’une phase de transition constructive qui garantisse à la Syrie son unité, sa stabilité et sa sécurité ainsi que les aspirations légitimes de son peuple ».
Le 25 janvier 2013, Le Monde publie un entretien avec Manaf Tlass, où il indique chercher une solution consensuelle, qu'il préfère à une victoire des insurgés, qui selon lui amènerait le chaos.